# Bäriswil
Bäriswil là một đô thị ở huyện Burgdorf ở bang Berne ở Thụy Sĩ. Đô thị này có diện tích 2,8 km², dân số năm tháng 12 năm 2018 là 1062 người.